# 阔叶冬青
阔叶冬青（学名：Ilex latifrons）是冬青科冬青属的植物，是中国的特有植物。分布于中国大陆的海南、云南、广东、广西等地，生长于海拔1,200米至1,800米的地区，见于常绿林中，目前已由人工引种栽培。

## 别名
长叶冬青（拉汉种子植物名称）